# Коншогокен (Пенсільванія)
Коншогокен (англ. Conshohocken) — місто (англ. borough) в США, в окрузі Монтгомері штату Пенсільванія. Населення — 9261 особа (2020).

## Географія
Коншогокен розташований за координатами 40°4′38″ пн. ш. 75°18′15″ зх. д. / 40.07722° пн. ш. 75.30417° зх. д. (40.077219, -75.304100). За даними Бюро перепису населення США в 2010 році місто мало площу 2,68 км², з яких 2,58 км² — суходіл та 0,09 км² — водойми.

## Демографія
Згідно з переписом 2010 року, у селищі мешкали 7833 особи в 3808 домогосподарствах у складі 1670 родин. Густота населення становила 2927 осіб/км². Було 4686 помешкань (1751/км²).
Расовий склад населення:
| - 88,7 % — білих - 6,5 % — чорних або афроамериканців - 1,8 % — азіатів - 0,1 % — корінних американців - 1,2 % — осіб інших рас |

До двох чи більше рас належало 1,7 %. Частка іспаномовних становила 3,5 % від усіх жителів.
За віковим діапазоном населення розподілялося таким чином: 13,5 % — особи молодші 18 років, 75,3 % — особи у віці 18—64 років, 11,2 % — особи у віці 65 років та старші. Медіана віку мешканця становила 32,7 року. На 100 осіб жіночої статі у селищі припадало 99,8 чоловіків; на 100 жінок у віці від 18 років та старших — 100,4 чоловіків також старших 18 років.
Середній дохід на одне домашнє господарство становив 85 944 долари США (медіана — 73 261), а середній дохід на одну сім'ю — 100 318 доларів (медіана — 89 554). Медіана доходів становила 59 253 долари для чоловіків та 58 250 доларів для жінок. За межею бідності перебувало 11,5 % осіб, у тому числі 12,6 % дітей у віці до 18 років та 14,2 % осіб у віці 65 років та старших.
Цивільне працевлаштоване населення становило 5008 осіб. Основні галузі зайнятості: освіта, охорона здоров'я та соціальна допомога — 26,9 %, науковці, спеціалісти, менеджери — 14,0 %, фінанси, страхування та нерухомість — 13,8 %.